# Tatjana Borissowa
Tatjana Wiktorowna Borissowa (kirgisisch Татья́на Ви́кторовна Бори́сова, englisch Tatyana Borisova; * 3. Juni 1976 in Frunse, Kirgisische SSR, Sowjetunion) ist eine ehemalige kirgisische Leichtathletin, die sich auf den Mittelstreckenlauf spezialisiert hat. Ihre größten Erfolge feierte sie mit den Asienmeistertiteln über 1500 Meter 2002 und 2003.

## Sportliche Laufbahn
Erste internationale Erfahrungen sammelte Tatjana Borissowa im Jahr 1993, als sie bei den Junioreneuropameisterschaften in Donostia / San Sebastián für Russland startend mit der 4-mal-400-Meter-Staffel in 3:39,76 min die Silbermedaille gewann. Im Jahr darauf wurde sie bei den Crosslauf-Weltmeisterschaften 1994 in Budapest nach 17:24 min 135. im U20-Rennen und anschließend schied sie bei den Juniorenweltmeisterschaften in Lissabon für Kirgisistan startend mit 2:12,68 min in der ersten Runde im 800-Meter-Lauf aus. Nach einer mehrjährigen Wettkampfpause startete sie 2001 bei den Weltmeisterschaften im kanadischen Edmonton und schied dort mit 2:05,63 min in der ersten Runde aus. Im Jahr darauf wurde sie bei den Crosslauf-Weltmeisterschaften 2002 in Dublin nach 14:44 min 54. im Kurzrennen und im August siegte sie bei den Asienmeisterschaften in Colombo in 4:16,27 min im 1500-Meter-Lauf und sicherte sich über 800 Meter in 2:03,67 min die Silbermedaille hinter der Japanerin Miho Satō. Anschließend wurde sie beim IAAF World Cup in Madrid in 4:11,14 min Sechste über 1500 Meter und belegte im Dezember bei den Asienspielen in Busan in 2:06,35 min den siebten Platz über 800 Meter. Zudem gewann sie dort über 1500 Meter in 4:12,53 min die Silbermedaille hinter der Inderin Sunita Rani. Bei den Crosslauf-Weltmeisterschaften 2003 in Lausanne lief sie nach 13:47 min auf dem 43. Platz im Kurzrennen ein und im August kam sie bei den Weltmeisterschaften nahe Paris mit 2:05,31 min nicht über den Vorlauf über 800 Meter hinaus. Daraufhin verteidigte sie bei den Asienmeisterschaften in Manila in 4:15,97 min ihren Titel über 1500 Meter und siegte im Oktober in 17:06,72 min im 5000-Meter-Lauf bei den Zentralasienspielen in Duschanbe. Im Jahr darauf nahm sie über 1500 Meter an den Olympischen Sommerspielen in Athen teil und schied dort mit 4:13,36 min in der ersten Runde aus. 2006 startete sie bei den Asienspielen in Doha, kam dort aber über 800 und 1500 Meter nicht ins Ziel. Nach einer dreijährigen Wettkampfpause gewann sie 2010 bei den Hallenasienmeisterschaften in Teheran in 2:14,60 min die Silbermedaille über 800 Meter hinter der Vietnamesin Trương Thanh Hằng und sicherte sich über 1500 Meter in 4:32,06 min die Silbermedaille hinter ihrer Landsfrau Wiktorija Poljudina. Im November wurde sie dann bei den Asienspielen in Guangzhou in 4:21,88 min Neunte über 1500 Meter. Im Jahr darauf beendete sie dann ihre aktive sportliche Karriere im Alter von 36 Jahren.
2004 wurde Borissowa kirgisische Meisterin im 800-Meter-Lauf sowie 2002 über 1500 Meter.

## Persönliche Bestleistungen
- 800 Meter: 2:01,70 min, 23. Juli 2004 in Bischkek
  - 800 Meter (Halle): 2:14,60 min, 25. Februar 2010 in Teheran
- 1500 Meter: 4:07,08 min, 29. Mai 2004 in Bischkek
  - 1500 Meter (Halle): 4:32,06 min, 26. Februar 2010 in Teheran
- 3000 Meter: 9:29,19 min, 4. Juni 2006 in Bischkek
- 5000 Meter: 17:06,72 min, 16. Oktober 2003 in Bischkek
- Halbmarathon: 1:12:30 h, 19. Dezember 2004 in Pune
- Marathon: 2:30:39 h, 15. Februar 2004 in Austin